# Trolltaar
Trolltaar är en EP med det norska black metal-bandet Ancient, utgivet 1995 av skivbolaget Damnation Records.

## Låtlista
CD
1. "Trolltaar" – 6:18
2. "Nattens skjønnhet" – 8:17
3. "Fjellets hemmelighet" – 5:49

12" vinyl
- Sida A

1. "Trolltaar" – 6:18
2. "Eerily Howling Winds" – 4:20

- Sida B

1. "Nattens skjønnhet" – 8:17
2. "Fjellets Hemmelighet (short version)" – 5:49

- Text: Grimm
- Musik: Aphazel

## Medverkande
Musiker (Ancient-medlemmar)
- Aphazel (Magnus Garvik) – gitarr, basgitarr, keyboard
- Grimm (Henrik Endresen) – trummor, sång

Bidragande musiker
- Knut Arne Kringstad – euphonium
- Lise Kari H. Stalheim – sång

Produktion
- Michael Omlid – producent
- Ancient – producent